# جوزيف باك
جوزيف باك (بالإنجليزية: Joseph Buck)‏ هو لاعب كرة قدم أمريكي، ولد في 10 ديسمبر 2002 في أرلينغتون ‏ في الولايات المتحدة.